# 新疆生産建設兵団
新疆生産建設兵団（しんきょうせいさんけんせつへいだん）は、中華人民共和国西部新疆ウイグル自治区で開墾と辺境防衛を行う準軍事的政府組織。中規模の都市に駐屯し、駐屯地の行政を行う当局、いわゆる屯田兵である。兵団第一政治委員は中央政治局局員、新疆ウイグル自治区党委書記である陳全国が兼任する。兵団政治委員、司令員は自治区党政副職を兼任し、国務院が任命する（正省級、中央委員）。
中央政府と新疆ウイグル自治区の両者の指揮下にあり、司法及び行政は自治区政府の管轄下にある。総部はウルムチ市。所属する団員の内約88%が漢族で、兵団全体の総人口は258万人あまり。GDPは380.16億元で2005年より12.6%増、1人辺り14,766元となっている（国家統計局『新疆生産建設兵団2006年国民経済と社会発展統計公報』から）。

## 歴史
1952年、中国の安定に伴い新疆に駐屯していた中国人民解放軍第2軍、第6軍、第15軍の大部分約10万人が開墾と辺境防衛任務を与えられたのに始まる。1954年には中央から正式に新疆軍区生産建設兵団の名称を与えられた。国民党軍や旧東トルキスタン共和国のイリ民族軍の出身者も少なくなく、初代司令官に国民党政権時代の新疆警備総司令である陶峙岳が就いた。開墾地は国営農場となった。中心地は石河子市に所在する。1956年12月には全員が復員手続きを取って軍籍を離れた。
1960年代にソ連との関係が悪化すると多数の構成者がソ連に逃亡してしまい、全国各地から補充を行い、1966年までに148万人を有するようになった。ただ、文化大革命で攻撃を受け1975年までには兵団経済は崩壊の危機に瀕し、最終的には全ての機構が地方政府の農墾局の管理するところとなった。
1981年10月、イラン革命やソビエト連邦のアフガニスタン侵攻、東トルキスタン独立運動、イスラム原理主義などを背景に初代政治委員の王震は新疆生産建設兵団の再建を鄧小平に提案し、新疆ウイグル自治区情勢の安定を図るためこれが承認される。
米国は2020年7月31日、新疆ウイグル自治区でウイグル族を大勢拘束するなど深刻な人権侵害に関わったとして、新疆生産建設兵団とその幹部ら2人を対象に、アメリカ国内の資産の凍結やアメリカへの渡航制限などの制裁を科すと発表した。2021年3月22日には欧州連合(EU)、イギリス、カナダがウイグル弾圧を理由に王明山ら4人と共に新疆生産建設兵団に対して制裁を加えることを発表した。

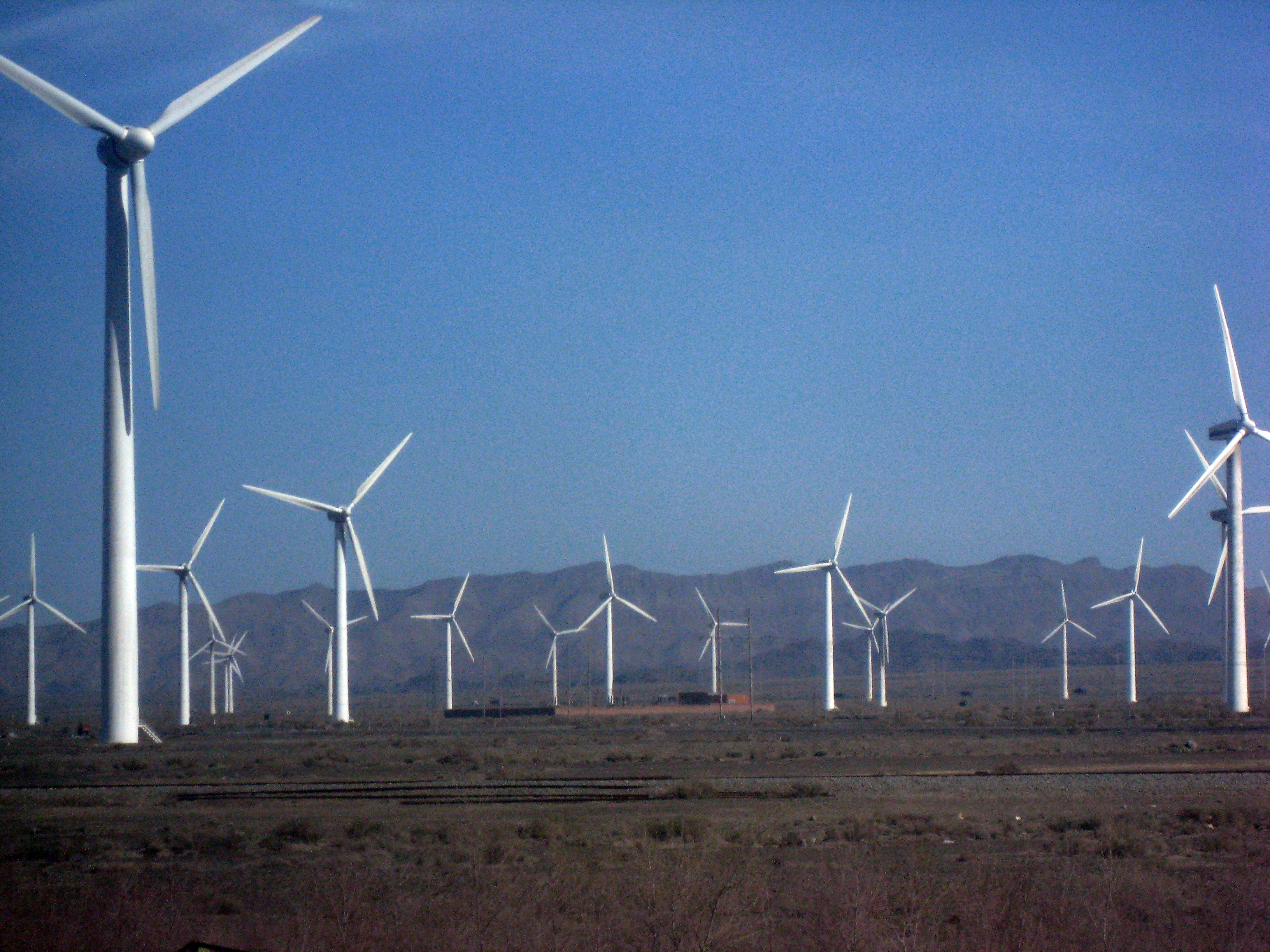
新疆風力発電所

## 所属各師団
新疆生産建設兵団の人員は元々その大部分が中国人民解放軍第1野戦軍の第1兵団と第22兵団から転籍したものだった。現在、兵団は傘下に14個師団（うち建築工程1個師団含む）及び農牧団場185カ所（うち建築工程団11団）を1950年以前は荒れ地だった新疆ウイグル自治区の全体に配備されている。

### 師団組織
全部で14個師団が存在する。
- 第一師：1953年設立、アクス地区に配備、師団本部はアクス市にあり、アラル市も受け持つ（師市合一）。前身は第1兵団第2軍歩兵第5師団、さらにその前身は中国工農紅軍第2方面軍第6軍団と国民革命軍第18集団軍120師団359旅団であった。
- 第二師：1953年設立、主にバインゴリン・モンゴル自治州に配備、師団本部はコルラ市にあり、鉄門関市も受け持つ（師市合一）。前身は第1兵団第2軍歩兵第6師団。
- 第三師：1966年設立、主にカシュガル地区に配備、師団本部はマラルベシ県にあり、トムシュク市も受け持つ（師市合一）。前身は第1兵団第5軍歩兵第14師団。
- 第四師：1953年設立、主にイリ・カザフ自治州の現在直属となったイリ地方に配備、師団本部は霍城県にあり、コクダラ市も受け持つ（師市合一）。前身は第1兵団第5軍歩兵第15師団。
- 第五師：1953年設立、主にボルタラ・モンゴル自治州に配備、師団本部はボルタラ市にあり、双河市も受け持つ（師市合一）。前身は第1兵団第6軍歩兵第16師団。
- 第六師：1953年設立、主に昌吉回族自治州に配備、師団本部は五家渠市にあり（師市合一）。前身は第1兵団第6軍歩兵第17師団、さらにその前身は西北野戦軍新4旅団。
- 第七師：1953年設立、主にクイトゥン附近、師団本部はクイトゥン市にあり、胡楊河市も受け持つ（師市合一）。前身は第22兵団第9軍歩兵第25師団。
- 第八師：1953年設立、主に石河子附近、師団本部は石河子市にあり（師市合一）。前身は第22兵団第9軍歩兵第26師団。
- 第九師：1962年設立、主にイリ・カザフ自治州タルバガタイ地区北部辺境地区、師団本部はチョチェク市にあり。前身は第22兵団第9軍歩兵第27師団。
- 第十師：1959年設立、主にイリ・カザフ自治州アルタイ地区に配備、師団本部は北屯市にあり（師市合一）。前身は第22兵団騎兵第7師団。
- 建築工程師：1953年設立、工業・土木工事等を主業とする。師団本部はウルムチ市にあり。前身は第22兵団騎兵第8師団。
- 第十二師：元ウルムチ農場管理局、1982年設立。2001年に現在の名称に改名、主にウルムチ市に配備、師団本部もウルムチ市にあり。
- 第十三師：元クムル（哈密）農場管理局、1982年設立。2001年に現在の名称に改名、主にクムル市に配備、師団本部は伊州区にあり、新星市も受け持つ（師市合一）。
- 第十四師：元ホータン（和田）農場管理局、1982年設立。2001年に現在の名称に改名、主にホータン地区に配備、師団本部はホータン市にあり、崑玉市も受け持つ（師市合一）。

### 師市合一
新疆生産建設兵団の駐屯が長期化するに当たり、地方政府に対し納税義務の有無を明確にする必要があった。兵団は第八師師団本部が実質的に石河子市政府そのものとなった例を適用し、第一師、第二師、第三師、第四師、第五師、第六師、第七師、第十師、第十三師、第十四師がそれぞれアラル市、鉄門関市、トムシュク市、コクダラ市、双河市、五家渠市、胡楊河市、北屯市、新星市、崑玉市の各県級市を創設しそれぞれの市政府を兼ねる形とした。つまり共産党の市委員会書記は同時に師団政治委員を兼ね、市長は同時に師団長を兼ねる。この制度を「師市合一」と呼ぶ。

## 人口
2012年の兵団総人口は245.36万人。
| 兵団民族構成（2002年統計に基づく） | 兵団民族構成（2002年統計に基づく） | 兵団民族構成（2002年統計に基づく） |
| 民族                               | 人口                               |                                    |
| ---------------------------------- | ---------------------------------- | ---------------------------------- |
| 漢族                               | 2 204 500                          | 88.1%                              |
| ウイグル族                         | 165 000                            | 6.6%                               |
| 回族                               | 64 700                             | 2.6%                               |
| カザフ族                           | 42 700                             | 1.7%                               |
| 蒙古族                             | 6 200                              | 0.3%                               |
| その他                             | 18 100                             | 0.7%                               |

統計：2002年兵団人口状況 (archive版)